# A Ferencvárosi TC 1938–1939-es szezonja
A Ferencvárosi TC 1938–1939-es szezonja szócikk a Ferencvárosi TC első számú férfi labdarúgócsapatának egy szezonjáról szól, mely összességében és sorozatban is a 36. idénye volt a csapatnak a magyar első osztályban. A klub fennállásának ekkor volt a 40. évfordulója.

## Mérkőzések
| Színmagyarázat | Színmagyarázat |
| -------------- | -------------- |
|                | Győzelem.      |
|                | Döntetlen.     |
|                | Vereség.       |

### Közép-európai kupa1938
Döntő
(előzményét lásd az 1937–38-as szezonnál)
| 1938. szeptember 4. 16:00 |

| Slavia Praha          | 2 – 2               | Ferencváros         |
| --------------------- | ------------------- | ------------------- |
| Bican 36' Šimůnek 44' | (2 – 1) Jegyzőkönyv | Kemény 30' Kiss 63' |

| Prága Nézőszám: 52 000 |

| 1938. szeptember 11. |

| Ferencváros | 0 – 2               | Slavia Praha             |
| ----------- | ------------------- | ------------------------ |
|             | (0 – 0) Jegyzőkönyv | Vytlačil 57' Šimůnek 71' |

| Üllői út, Budapest Nézőszám: 40 000 |

### Közép-európai kupa1939
1. forduló
| 1939. június 17. 17:30 |

| Ferencváros           | 2 – 3               | Sparta Praha                  |
| --------------------- | ------------------- | ----------------------------- |
| Lázár 25' Kiszely 29' | (2 – 1) Jegyzőkönyv | Ludl 42' Říha 57' Nejedlý 64' |

| Üllői út, Budapest Nézőszám: 8 000 |

| 1939. július 1. |

| Sparta Praha | 0 – 2               | Ferencváros              |
| ------------ | ------------------- | ------------------------ |
|              | (0 – 0) Jegyzőkönyv | Sárosi I 60' Kiszely 64' |

| Prága Nézőszám: 30 000 |

Elődöntő
| 1939. július 9. |

| Bologna FC 1909       | 3 – 1               | Ferencváros |
| --------------------- | ------------------- | ----------- |
| Puricelli 65' 71' 72' | (0 – 1) Jegyzőkönyv | Kiszely 28' |

| Stadio Littoriale, Bologna Nézőszám: 15 000 |

| 1939. július 16. 17:30 |

| Ferencváros          | 4 – 1               | Bologna FC 1909   |
| -------------------- | ------------------- | ----------------- |
| Toldi 2' 64' 84' 85' | (1 – 1) Jegyzőkönyv | Puricelli 42' 77′ |

| Üllői út, Budapest Nézőszám: 18 000 |

Döntő
| 1939. július 23. |

| Ferencváros  | 1 – 4               | Újpest                           |
| ------------ | ------------------- | -------------------------------- |
| Sárosi I 73' | (0 – 2) Jegyzőkönyv | Zsengellér 9' 74' Kocsis 10' 53' |

| Üllői út, Budapest Nézőszám: 12 000 Játékvezető: Augustin Krist (csehszlovák) |

| 1939. július 30. 17:30 |

| Újpest              | 2 – 2               | Ferencváros                |
| ------------------- | ------------------- | -------------------------- |
| Ádám 54' Balogh 82' | (0 – 2) Jegyzőkönyv | Kiszely 15' (11-esből) 29' |

| Megyeri út, Újpest Nézőszám: 15 000 |

### NB 1 1938–39

#### Őszi fordulók
| 1. forduló 1938. augusztus 28. |

| Zugló SE | 1 – 8               | Ferencváros             |
| -------- | ------------------- | ----------------------- |
|          | (0 – 3) Jegyzőkönyv | Toldi Kemény Kiss Jakab |

| Budapest Nézőszám: 5 500 Játékvezető: Iváncsics Mihály (magyar) |

| 2. forduló 1938. szeptember 25. |

| Ferencváros | 0 – 3               | Hungária |
| ----------- | ------------------- | -------- |
|             | (0 – 1) Jegyzőkönyv |          |

| Üllői út, Budapest Nézőszám: 18 000 Játékvezető: Szigeti György (magyar) |

| 3. forduló 1938. október 6. |

| Ferencváros          | 3 – 1               | Újpest |
| -------------------- | ------------------- | ------ |
| Toldi Lázár Sárosi I | (0 – 1) Jegyzőkönyv |        |

| Üllői út, Budapest Nézőszám: 6 000 Játékvezető: Hertzka Pál (magyar) |

| 4. forduló 1938. október 9. |

| Nemzeti FC | 2 – 3               | Ferencváros   |
| ---------- | ------------------- | ------------- |
|            | (1 – 1) Jegyzőkönyv | Gyetvai Toldi |

| Budapest Nézőszám: 6 000 Játékvezető: Barna Béla (magyar) |

| 5. forduló 1938. október 16. |

| Elektromos FC | 1 – 2               | Ferencváros |
| ------------- | ------------------- | ----------- |
|               | (0 – 0) Jegyzőkönyv | Gyetvai     |

| Budapest Nézőszám: 5 000 Játékvezető: Iváncsics Mihály (magyar) |

| 6. forduló 1938. október 23. |

| Ferencváros   | 2 – 1               | Budafok FC |
| ------------- | ------------------- | ---------- |
| Sárosi I Bíró | (1 – 0) Jegyzőkönyv |            |

| Üllői út, Budapest Nézőszám: 3 000 Játékvezető: Rubint (magyar) |

| 7. forduló 1938. október 30. |

| Ferencváros                    | 6 – 3               | Taxisok |
| ------------------------------ | ------------------- | ------- |
| Sárosi III Bíró Sárosi I Toldi | (3 – 0) Jegyzőkönyv |         |

| Üllői út, Budapest |

| 8. forduló 1938. november 1. |

| Ferencváros          | 3 – 2               | Szeged FC |
| -------------------- | ------------------- | --------- |
| Sárosi I Jakab Toldi | (1 – 1) Jegyzőkönyv |           |

| Budapest Nézőszám: 6 000 Játékvezető: Vass Antal (magyar) |

| 9. forduló 1938. november 6. |

| Salgótarjáni SE | 1 – 8               | Ferencváros                  |
| --------------- | ------------------- | ---------------------------- |
|                 | (1 – 4) Jegyzőkönyv | Jakab Gyetvai Toldi Sárosi I |

| Salgótarján Nézőszám: 3 500 Játékvezető: Juhász (magyar) |

| 10. forduló 1938. november 13. |

| Ferencváros          | 4 – 1               | Kispest |
| -------------------- | ------------------- | ------- |
| Sárosi I Jakab Toldi | (2 – 1) Jegyzőkönyv |         |

| Üllői út, Budapest Nézőszám: 7 000 Játékvezető: Hertzka Pál (magyar) |

| 11. forduló 1938. november 20. |

| Ferencváros                               | 5 – 1               | Bocskai FC |
| ----------------------------------------- | ------------------- | ---------- |
| Sárosi I Gyetvai Táncos Kemény Sárosi III | (2 – 0) Jegyzőkönyv |            |

| Üllői út, Budapest Nézőszám: 3 000 Játékvezető: Rubint (magyar) |

| 12. forduló 1938. november 27. |

| Phőbus FC | 4 – 4               | Ferencváros            |
| --------- | ------------------- | ---------------------- |
|           | (1 – 2) Jegyzőkönyv | Sárosi I Toldi Gyetvai |

| Budapest Nézőszám: 4 500 Játékvezető: Ujvári (magyar) |

#### Tavaszi fordulók
| 13. forduló 1939. február 19. |

| Ferencváros            | 5 – 3               | Szolnoki MÁV |
| ---------------------- | ------------------- | ------------ |
| Sárosi I Jakab Gyetvai | (2 – 2) Jegyzőkönyv |              |

| Üllői út, Budapest |

- Elhalasztott mérkőzés.

| 14. forduló 1939. március 5. |

| Budafok FC | 2 – 2       | Ferencváros |
| ---------- | ----------- | ----------- |
|            | Jegyzőkönyv | Jakab       |

| Hungária körút, Budapest |

| 15. forduló 1939. március 12. |

| Ferencváros    | 3 – 3       | Nemzeti FC |
| -------------- | ----------- | ---------- |
| Gyetvai Polgár | Jegyzőkönyv |            |

| Üllői út, Budapest |

| 16. forduló 1939. március 26. |

| Hungária | 0 – 1       | Ferencváros |
| -------- | ----------- | ----------- |
|          | Jegyzőkönyv | Jakab       |

| Hungária körút, Budapest |

| 17. forduló 1939. április 16. |

| Kispest | 2 – 3               | Ferencváros         |
| ------- | ------------------- | ------------------- |
|         | (0 – 2) Jegyzőkönyv | Jakab Kiszely Toldi |

| Budapest |

| 18. forduló 1939. április 23. |

| Újpest | 3 – 3       | Ferencváros   |
| ------ | ----------- | ------------- |
|        | Jegyzőkönyv | Kiszely Toldi |

| Megyeri út, Újpest |

| 19. forduló 1939. április 30. |

| Ferencváros                                   | 10 – 0      | Zugló SE |
| --------------------------------------------- | ----------- | -------- |
| Kiszely Sárosi III Gyetvai Toldi Sárosi I ög' | Jegyzőkönyv |          |

| Üllői út, Budapest |

| 20. forduló 1939. május 7. |

| Szolnoki MÁV | 1 – 1               | Ferencváros |
| ------------ | ------------------- | ----------- |
|              | (1 – 1) Jegyzőkönyv | Sárosi I    |

| Szolnok Nézőszám: 6 000 Játékvezető: Hertzka Pál (magyar) |

| 21. forduló 1939. május 14. |

| Ferencváros   | 3 – 0       | Elektromos FC |
| ------------- | ----------- | ------------- |
| Gyetvai Toldi | Jegyzőkönyv |               |

| Üllői út, Budapest |

| 22. forduló 1939. május 21. |

| Szeged FC | 4 – 2       | Ferencváros |
| --------- | ----------- | ----------- |
|           | Jegyzőkönyv | Jakab       |

| Szeged |

| 23. forduló 1939. május 27. |

| Taxisok | 1 – 6       | Ferencváros          |
| ------- | ----------- | -------------------- |
|         | Jegyzőkönyv | Polgár Bíró Sárosi I |

| Budapest |

| 24. forduló 1939. május 29. |

| Ferencváros                                     | 13 – 0              | Salgótarjáni SE |
| ----------------------------------------------- | ------------------- | --------------- |
| Polgár Kiszely Sárosi III Gyetvai Sárosi I Bíró | (8 – 0) Jegyzőkönyv |                 |

| Üllői út, Budapest |

| 25. forduló 1939. június 4. |

| Ferencváros             | 9 – 1       | Phőbus FC |
| ----------------------- | ----------- | --------- |
| Kiszely Polgár Sárosi I | Jegyzőkönyv |           |

| Üllői út, Budapest |

| 26. forduló 1939. június 11. |

| Bocskai FC | 3 – 12              | Ferencváros                                      |
| ---------- | ------------------- | ------------------------------------------------ |
|            | (2 – 7) Jegyzőkönyv | Kiszely Sárosi I Polgár Gyetvai Sárosi III Lázár |

| Hungária körút, Budapest |

#### A végeredmény
| #  | Csapat          | J  | Gy | D | V  | Rg  | Kg  | Gk  | P  | Megjegyzés                         |
| -- | --------------- | -- | -- | - | -- | --- | --- | --- | -- | ---------------------------------- |
| 1  | Újpest          | 26 | 20 | 4 | 2  | 107 | 26  | +81 | 44 | Bajnok, 1939-es közép-európai kupa |
| 2  | Ferencváros     | 26 | 19 | 5 | 2  | 121 | 44  | +77 | 43 | 1939-es közép-európai kupa         |
| 3  | Hungária        | 26 | 18 | 5 | 3  | 74  | 32  | +42 | 41 |                                    |
| 4  | Kispest         | 26 | 15 | 4 | 7  | 62  | 42  | +20 | 34 |                                    |
| 5  | Szeged FC       | 26 | 12 | 7 | 7  | 58  | 42  | +16 | 31 |                                    |
| 6  | Nemzeti FC      | 26 | 10 | 8 | 8  | 57  | 53  | +4  | 28 |                                    |
| 7  | Budafok FC      | 26 | 9  | 7 | 10 | 44  | 52  | -8  | 25 |                                    |
| 8  | Phőbus FC       | 26 | 9  | 6 | 11 | 61  | 63  | -2  | 24 |                                    |
| 9  | Szolnoki MÁV    | 26 | 10 | 3 | 13 | 44  | 59  | -15 | 23 |                                    |
| 10 | Elektromos FC   | 26 | 7  | 7 | 12 | 44  | 51  | -7  | 21 |                                    |
| 11 | Taxisok         | 26 | 7  | 6 | 13 | 62  | 70  | -8  | 20 |                                    |
| 12 | Bocskai FC      | 26 | 4  | 5 | 17 | 33  | 80  | -47 | 13 | Kiesett az NB II-be                |
| 13 | Zugló SE        | 26 | 2  | 5 | 19 | 31  | 97  | -66 | 9  | Kiesett az NB II-be                |
| 14 | Salgótarjáni SE | 26 | 3  | 2 | 21 | 28  | 116 | -88 | 8  | Kiesett az NB II-be                |

#### Eredmények összesítése
Az alábbi táblázatban összesítve szerepelnek a Ferencvárosi TC 1938/39-es bajnokságban elért eredményei.
| Ősz/tavasz (forduló)    | Otthon | Otthon | Otthon | Otthon | Otthon | Otthon | Otthon | Idegenben | Idegenben | Idegenben | Idegenben | Idegenben | Idegenben | Idegenben |
| Ősz/tavasz (forduló)    | M      | GY     | D      | V      | LG–KG  | GK     | P      | M         | GY        | D         | V         | LG–KG     | GK        | P         |
| ----------------------- | ------ | ------ | ------ | ------ | ------ | ------ | ------ | --------- | --------- | --------- | --------- | --------- | --------- | --------- |
| Őszi szezon (1–12.)     | 7      | 6      | 0      | 1      | 23–12  | +11    | 12     | 5         | 4         | 1         | 0         | 25–9      | +16       | 9         |
| Tavaszi szezon (13–26.) | 6      | 5      | 1      | 0      | 43–7   | +36    | 11     | 8         | 4         | 3         | 1         | 30–16     | +14       | 11        |
| Összesen (1–26.)        | 13     | 11     | 1      | 1      | 66–19  | +47    | 23     | 13        | 8         | 4         | 1         | 55–25     | +30       | 20        |

### Egyéb mérkőzések
| 1938. december 18. |

| HAŠK Zagreb | 5 – 1               | Ferencváros |
| ----------- | ------------------- | ----------- |
|             | (2 – 1) Jegyzőkönyv | Bíró        |

| Zágráb |

| 1938. december 21. |

| Bata SK | 0 – 7               | Ferencváros                              |
| ------- | ------------------- | ---------------------------------------- |
|         | (0 – 3) Jegyzőkönyv | Jakab Sárosi I Sárosi III Bíró Toldi ög' |

| Borovo |

| 1938. december 25. |

| Pireusz válogatott | 1 – 5       | Ferencváros          |
| ------------------ | ----------- | -------------------- |
|                    | Jegyzőkönyv | Sárosi I Toldi Jakab |

| Athén |

| 1938. december 26. |

| Athén válogatott | 1 – 3       | Ferencváros    |
| ---------------- | ----------- | -------------- |
|                  | Jegyzőkönyv | Sárosi I Lázár |

| Athén |

| 1939. január 1. |

| Görögország | 3 – 5       | Ferencváros                 |
| ----------- | ----------- | --------------------------- |
|             | Jegyzőkönyv | Sárosi III Jakab Kemény ög' |

| Athén |

| 1939. január 6. |

| Szaloniki válogatott | 2 – 4       | Ferencváros                |
| -------------------- | ----------- | -------------------------- |
|                      | Jegyzőkönyv | Toldi Sárosi III Magda ög' |

| Szaloniki |

| 1939. január 8. |

| Građanski Szkopje | 1 – 5               | Ferencváros          |
| ----------------- | ------------------- | -------------------- |
|                   | (1 – 3) Jegyzőkönyv | Sárosi I Toldi Jakab |

| Szkopje |

| 1939. április 9. |

| Ferencváros                    | 6 – 1       | Austria Wien |
| ------------------------------ | ----------- | ------------ |
| Toldi Kiszely Jakab Sárosi III | Jegyzőkönyv |              |

| Üllői út, Budapest |

| 1939. április 10. |

| Wacker Wien | 2 – 4       | Ferencváros          |
| ----------- | ----------- | -------------------- |
|             | Jegyzőkönyv | Pósa Jakab Toldi ög' |

| Bécs |

- Félbeszakadt mérkőzés.

## Külső hivatkozások
- A csapat hivatalos honlapja (magyarul)
- Az 1938–1939-es szezon menetrendje a tempofradi.hu-n (magyarul)